# Nikołaj Kubiak
Nikołaj Afanasjewicz Kubiak (ros. Николай Афанасьевич Кубяк, ur. 10 sierpnia 1881 w Mieszczowsku, zm. 27 listopada 1937) – radziecki polityk, działacz partyjny.

## Życiorys
Pracował w fabrykach, 1898 wstąpił do SDPRR, po rozłamie w partii w 1903 bolszewik, kilkakrotnie aresztowany. Od marca 1917 komendant stanicy Biełoostrow, od maja 1917 członek Rady Piotrogrodzkiej, przewodniczący rejonowego komitetu SDPRR(b), od października 1917 członek Piotrogrodzkiego Okręgowego Komitetu SDPRR(b), ludowy komisarz rolnictwa Obwodu Północnego, od marca 1918 członek Piotrogrodzkiego Gubernialnego Komitetu SDPRR(b). Od maja 1918 do lutego 1919 przewodniczący Komitetu Wykonawczego Piotrogrodzkiej Rady Gubernialnej, od 6 października 1918 do lutego 1920 przewodniczący piotrogrodzkiego gubernialnego komitetu SDPRR(b), 1919 członek Rady Wojskowo-Rewolucyjnej Piotrogrodzkiego Rejonu Ufortyfikowanego, zastępca przewodniczącego Komitetu Wykonawczego Piotrogrodzkiej Rady Gubernialnej, od marca 1920 przewodniczący KC Związku Robotników Rolnych i Leśnych, od 30 lipca 1920 członek Wszechrosyjskiej Nadzwyczajnej Komisji ds. Likwidacji Analfabetyzmu Ludowego Komisariatu Oświaty RFSRR, od marca 1921 do 1922 instruktor odpowiedzialny KC RKP(b), pełnomocnik KC RKP(b) i WCIK w Republice Dalekowschodniej. Od 18 września 1922 do 20 listopada 1925 sekretarz Dalekowschodniego Biura KC RKP(b)/WKP(b), członek dalekowschodniego Komitetu Rewolucyjnego, od 25 kwietnia 1923 do 26 stycznia 1934 członek KC RKP(b)/WKP(b), od listopada 1925 do lutego 1927 I sekretarz Dalekowschodniego Komitetu Krajowego WKP(b), od 17 lutego 1927 do 11 kwietnia 1928 sekretarz KC WKP(b), od 17 lutego 1927 do 26 czerwca 1930 członek Biura Organizacyjnego KC WKP(b). Od 16 lutego 1928 do 24 grudnia 1929 ludowy komisarz rolnictwa RFSRR, 1931 przewodniczący "Energocentra" Najwyższej Rady Gospodarki Narodowej ZSRR, 1929-1931 członek Prezydium Najwyższej Rady Gospodarki Narodowej ZSRR, od czerwca 1931 do 1932 przewodniczący Komitetu Wykonawczego Iwanowskiej Przemysłowej Rady Obwodowej, od 22 stycznia 1933 do czerwca 1937 przewodniczący Wszechzwiązkowej Rady Spółdzielczości Mieszkaniowej i Gospodarki Komunalnej przy Prezydium Centralnego Komitetu Wykonawczego (CIK), od 10 lutego 1934 do 25 czerwca 1937 zastępca członka KC WKP(b).
13 czerwca 1937 aresztowany, 27 listopada 1937 skazany na śmierć przez Wojskowe Kolegium Sądu Najwyższego ZSRR i rozstrzelany. 14 marca 1956 pośmiertnie zrehabilitowany.